# Světový pohár v biatlonu 1978/1979
Světový pohár v biatlonu 1978/79 byla řada závodů biatlonu, kterou zorganizovala Mezinárodní unie moderního pětiboje (Union Internationale de Pentathlon Moderne – UIPM). Sezóna začala 10. ledna 1979 v československém Jáchymově a skončila 8. dubna 1979 ve norském Bardufoss. Jednalo se o druhou sezónu Světového poháru v biatlonu a závodit směli pouze muži.
Vítězem svétového poháru se stal závodník z Německé demokratické republiky Klaus Siebert.

## Kalendář
| Místo konání       | Datum                 | Vytrvalostní z. | Sprint | Štafeta |
| ------------------ | --------------------- | --------------- | ------ | ------- |
| Jáchymov           | 10. – 12. ledna       | ●               | ●      | ●       |
| Antholz-Anterselva | 21. – 24. ledna       | ●               | ●      | ●       |
| Ruhpolding         | 28. února – 2. března | ●               | ●      | ●       |
| Sodankylä          | 30. března – 1. dubna | ●               | ●      | ●       |
| Bardufoss          | 6. – 8. dubna         | ●               | ●      | ●       |
| Celkem             | Celkem                | 5               | 5      | 5       |

* Štafety technicky nebyly součástí světového poháru, neboť se jejich výsledky nezapočítavaly do hodnocení žádné z disciplín.

## Pódiové výsledky
| 1. zastávka SP v Jáchymově, 10. – 12. ledna 1979 | 1. zastávka SP v Jáchymově, 10. – 12. ledna 1979 | 1. zastávka SP v Jáchymově, 10. – 12. ledna 1979 | 1. zastávka SP v Jáchymově, 10. – 12. ledna 1979 | 1. zastávka SP v Jáchymově, 10. – 12. ledna 1979 |
| ------------------------------------------------ | ------------------------------------------------ | ------------------------------------------------ | ------------------------------------------------ | ------------------------------------------------ |
| Datum                                            | Disciplína                                       | První místo                                      | Druhé místo                                      | Třetí místo                                      |
| 10. ledna 1979                                   | Vytrvalostní závod (20 km)                       | Roar Nilsen                                      | Eberhard Rösch                                   | Terje Krokstad                                   |
| 11. ledna 1979                                   | Sprint (10 km)                                   | Rudolf Horn                                      | Frank Ullrich                                    | Terje Krokstad                                   |

| 2. zastávka SP v Antholzu-Anterselvě, 21. – 24. ledna 1979 | 2. zastávka SP v Antholzu-Anterselvě, 21. – 24. ledna 1979 | 2. zastávka SP v Antholzu-Anterselvě, 21. – 24. ledna 1979 | 2. zastávka SP v Antholzu-Anterselvě, 21. – 24. ledna 1979 | 2. zastávka SP v Antholzu-Anterselvě, 21. – 24. ledna 1979 |
| ---------------------------------------------------------- | ---------------------------------------------------------- | ---------------------------------------------------------- | ---------------------------------------------------------- | ---------------------------------------------------------- |
| Datum                                                      | Disciplína                                                 | První místo                                                | Druhé místo                                                | Třetí místo                                                |
| 21. ledna 1979                                             | Vytrvalostní závod (20 km)                                 | Vladimir Barnašov                                          | Heinz Böttcher                                             | Klaus Siebert                                              |
| 23. ledna 1979                                             | Sprint (10 km)                                             | Alexandr Tichonov                                          | Vladimir Barnašov                                          | Klaus Siebert                                              |

| Mistrovství světa v biatlonu 1979 v Ruhpoldingu, 28. ledna – 2. února 1979 | Mistrovství světa v biatlonu 1979 v Ruhpoldingu, 28. ledna – 2. února 1979 | Mistrovství světa v biatlonu 1979 v Ruhpoldingu, 28. ledna – 2. února 1979 | Mistrovství světa v biatlonu 1979 v Ruhpoldingu, 28. ledna – 2. února 1979 | Mistrovství světa v biatlonu 1979 v Ruhpoldingu, 28. ledna – 2. února 1979 |
| -------------------------------------------------------------------------- | -------------------------------------------------------------------------- | -------------------------------------------------------------------------- | -------------------------------------------------------------------------- | -------------------------------------------------------------------------- |
| Datum                                                                      | Disciplína                                                                 | První místo                                                                | Druhé místo                                                                | Třetí místo                                                                |
| 28. ledna 1979                                                             | Vytrvalostní závod (20 km)                                                 | Klaus Siebert                                                              | Alexandr Tichonov                                                          | Sigleif Johansen                                                           |
| 31. ledna 1979                                                             | Sprint (10 km)                                                             | Frank Ullrich                                                              | Odd Lirhus                                                                 | Luigi Weiss                                                                |

| 4. zastávka SP v Sodankylä, 30. března – 1. dubna 1979 | 4. zastávka SP v Sodankylä, 30. března – 1. dubna 1979 | 4. zastávka SP v Sodankylä, 30. března – 1. dubna 1979 | 4. zastávka SP v Sodankylä, 30. března – 1. dubna 1979 | 4. zastávka SP v Sodankylä, 30. března – 1. dubna 1979 |
| ------------------------------------------------------ | ------------------------------------------------------ | ------------------------------------------------------ | ------------------------------------------------------ | ------------------------------------------------------ |
| Datum                                                  | Disciplína                                             | První místo                                            | Druhé místo                                            | Třetí místo                                            |
| 30. března 1979                                        | Vytrvalostní závod (20 km)                             | Anatolij Aljabjev                                      | Klaus Siebert                                          | Kjell Sobak                                            |
| 31. března 1979                                        | Sprint (10 km)                                         | Klaus Siebert                                          | Kjell Sobak                                            | Vladimir Barnašov                                      |

| 5. zastávka SP v Bardufossu, 6. – 8. dubna 1979 | 5. zastávka SP v Bardufossu, 6. – 8. dubna 1979 | 5. zastávka SP v Bardufossu, 6. – 8. dubna 1979 | 5. zastávka SP v Bardufossu, 6. – 8. dubna 1979 | 5. zastávka SP v Bardufossu, 6. – 8. dubna 1979 |
| ----------------------------------------------- | ----------------------------------------------- | ----------------------------------------------- | ----------------------------------------------- | ----------------------------------------------- |
| Datum                                           | Disciplína                                      | První místo                                     | Druhé místo                                     | Třetí místo                                     |
| 6. dubna 1979                                   | Vytrvalostní závod (20 km)                      | Alexandr Tichonov                               | Frank Ullrich                                   | Vladimir Alikin                                 |
| 7. dubna 1979                                   | Sprint (10 km)                                  | Sigleif Johansen                                | Vladimir Barnašov                               | Klaus Siebert                                   |

## Konečná klasifikace
| Pozice | Jméno             | Body | Počet vítězství |
| ------ | ----------------- | ---- | --------------- |
| 01     | Klaus Siebert     | 143  | 2               |
| 02     | Frank Ullrich     | 136  | 1               |
| 03     | Vladimir Barnašov | 128  | 1               |
| 04     | Alexandr Tichonov | 114  | 2               |
| 05     | Vladimir Alikin   | 114  | 0               |
| 06     | Eberhard Rösch    | 114  | 0               |
| 07     | Sigleif Johansen  | 110  | 1               |
| 08     | Heinz Böttcher    | 110  | 0               |
| 09     | Alfred Eder       | 102  | 0               |
| 10     | Heikki Ikola      | 98   | 0               |